# Bovenbouw (spoorwegen)
De bovenbouw van een spoorweg is de spoorconstructie. Gewoonlijk bestaat de bovenbouw uit het ballastbed, dwarsliggers, de rails en de materialen waarmee de rails aan de dwarsliggers zijn bevestigd. Ook wissels en overwegen worden bij de bovenbouw gerekend. Maar de bovenleiding en seinen worden niet bij de bovenbouw gerekend.

## Functies
De bovenbouw heeft een aantal functies: 
- het dragen en geleiden van de treinen
- het overbrengen en spreiden het gewicht van de treinen naar de onderbouw
- het opvangen van trillingen
- het opvangen van dwarskrachten zodat het spoor niet zijwaarts kan verschuiven
- het afvoeren van regenwater zodat de onderbouw niet uitspoelt

## Spoorconstructies
De gebruikelijke spoorconstructie is die waarbij rails gemonteerd zijn op dwarsliggers, die op hun beurt in ballastbed gelegd zijn. Het ballastbed ondersteunt de dwarsliggers en het bestaat uit ballast in de vorm van gebroken natuursteen.
De spoorconstructie met dwarsliggers en ballast wordt ook gebruikt bij hogesnelheidslijnen.
Kenmerken van deze spoorconstructie zijn:
- het vangt trillingen van passerende treinen goed op
- klein onderhoud is relatief goedkoop, want kleine correcties in hoogte en in zijdelingse richting kunnen eenvoudig aangebracht worden en onderdelen kunnen makkelijk vervangen worden

Bij kunstwerken kan het ballast doorlopen. Dat betekent dat het kunstwerk een grotere last moet dragen omdat het ook dwarsliggers en het ballastbed moet dragen. Daar staan de voordelen van spoor op een ballastbed tegenover. Een opvallend voorbeeld is de Hanzeboog, de brug over de IJssel bij Zwolle. Deze brug heeft een doorlopend ballastbed omdat er een wissel op de brug ligt. Een wissel veroorzaakt extra trillingen, het ballastbed kan die goed dempen.
Rails kan ook zonder dwarsliggers te gebruiken direct op beton worden bevestigd. Die gebeurt wel op kunstwerken en in tunnels; maar soms ook in plaats van de gebruikelijke spoorconstructie.

## Onderbouw
De bovenbouw is aangebracht op de onderbouw. De onderbouw is de draagconstructie van de bovenbouw en wordt gevormd door een aardebaan, zoals een spoordijk en/of een gestabiliseerde ondergrond, of door een kunstwerk.